# Sara Lee Corporation
Sara Lee Corporation (anciennement Consolidated Food) est un ancien conglomérat américain présent dans l'agroalimentaire, les détergents et les cosmétiques. Son siège social était situé à Downers Grove, en banlieue de Chicago, dans l'Illinois.
Le groupe était connu pour ses marques Maison du Café, Senseo, Ambipur, Sanex, Monsavon, Dim et Aoste.

## Historique

### Création et développement
En 1954, Sprague Warner-Kenny Corporation, entreprise basée à Sprague (États-Unis) et distribuant du sucre, du café et du thé, se renomme Consolidated Foods Corporation. Elle se diversifie ensuite rapidement dans des domaines variés (supermarchés, viande, chimie, électronique, textile…) avec la prise de contrôle de nombreuses entreprises, notamment Kitchens of Sara Lee en 1956, et Electrolux en 1968.
En 1978, Consolidated foods rachète Douwe Egberts, un groupe hollandais actif dans le domaine du café, du thé et du tabac, qui possède entre autres les marques Maison du Café, acquise un an plus tôt à l'UFIMA (Union Française d'Industrie et de Marque Alimentaire), et Drum.
Le nom actuel est adopté en 1985 et la croissance externe se poursuit. En 1988, le groupe se diversifie et se porte acquéreur de Duyvis (marques Bénédicta et Bénénuts). 
En 1991, Bénédicta est cédée à Astra Calvé, filiale d'Unilever. La fin des années 1990 est prospère pour Sara Lee, qui continue de racheter de nombreuses entreprises dans le secteur alimentaire, principalement européennes (en France, Groupe Aoste et Brossard en 1997). Elle reprend également Monsavon auprès de Procter & Gamble. Elle revend toutefois sa division tabac à Imperial Tobacco en 1998[réf. nécessaire]. 
Le début des années 2000 est le point de départ de nombreuses cessions : Sara Lee revend Brossard à la PME Saveurs de France en janvier 2001, puis se sépare de son activité snacks européenne, comprenant Bénénuts en France et Duyvis aux Pays-Bas et en Belgique, au profit de PepsiCo en 2005, et du groupe Aoste, cédé en 2006 à Smithfield Foods. 

### La division textile
Une importante division textile nommée Sara Lee Branded Apparel est constituée avec notamment le maroquinier Coach en 1985, le français Dim repris en 1989 au groupe BIC, le groupe américain Playtex Apparel en 1991, mais aussi (liste non exhaustive) l'américain Hanes, le canadien Canadelle (créateur de la marque Wonderbra), l'espagnol Sans, la branche textile du groupe britannique Courtaulds (en).
Courtauds Textiles est revendu en 2005 à PD Enterprise Ltd., société basée à Hong-Kong. 
La division textile quitte Sara Lee à la suite de deux opérations distinctes : l'ensemble de la division, sauf l'Europe, est l'objet d'une scission en septembre 2005. La nouvelle société ainsi créée, cotée au NYSE, prend le nom de HanesBrands Inc. (en). Quant à la partie européenne, renommée Dim Branded Apparel ou DBApparel, elle est vendue en février 2006 au fonds d'investissement américain Sun Capital Partners. En 2014, HanesBrands rachète l'activité européenne à Sun Capital Partners et réunifie le groupe textile.

### Le recentrage sur l'alimentaire
Jusqu'en 2009, Sara Lee était un conglomérat présent dans les secteurs du café, du thé, des plats préparés, de la boulangerie, des produits d'entretien et des cosmétiques. Ces produits ayant peu de liens les uns avec les autres, le groupe décide de se recentrer sur l'alimentaire ; s'ensuivent alors de nombreuses cessions.
En 2010, les produits d'hygiène corporelle (marques Williams, Zendium (en), Radox (en), Sanex et Monsavon) sont vendus à Unilever, les parfums Ambipur sont cédés à Procter & Gamble, les activités de cirage (marque Kiwi) et l'insecticide Pyrel à S. C. Johnson. Ce dernier avait annoncé se porter acquéreur de l'ensemble de la branche insecticides, qui contient également Catch. Cependant, l'offre a été retirée avant la réponse de la Commission Européenne, S.C. Johnson craignant de se voir notifier un refus pour cause de position dominante. Seul Pyrel fut finalement racheté, et Sara Lee cèda Catch à Eau écarlate en 2012.
En 2011, c'est au tour de la société Eurodough, et de ses produits de boulangerie Croustipate, d'être cédée.

### Disparition de Sara Lee Corp.
Finalement le 2 juillet 2012, Sara Lee Corporation se scinde et laisse la place à deux nouvelles sociétés :
- Hillshire Brands, regroupe les activités nord-américaines de Sara Lee Corp. L'entreprise est cotée au NYSE et a son siège social à Chicago. Elle fabrique des plats à base de viande et de charcuterie sous les marques Hillshire Farm, Jimmy Dean, Gallo Salame, Ball Park, State Fair, Aidells, de la boulangerie industrielle sous les marques Sara Lee et Chef Pierre (tartes). Hillshire réalise en 2012 environ US$ 4 milliards de chiffre d'affaires avec 9 500 employés. Son objectif est de devenir l'entreprise agro-alimentaire centrée sur la viande la plus innovante des États-Unis[16].
- D.E. Master Blenders 1753 (JDE), regroupe les activités café et thé de Sara Lee Corp. L'entreprise est basée et cotée à Amsterdam, elle a réalisé un chiffre d'affaires en 2012 de 2,7 milliards d'euros dans 45 pays avec environ 7 500 employés et revendique la position de numéro 1 ou de numéro 2 sur la majorité de ses marchés. L'entreprise est le numéro 3 mondial de son secteur, derrière le suisse Nestlé (US$ 17,12 milliards de chiffre d'affaires en 2012) et l'américain Mondelez International (US$ 8,32 milliards en 2012). L'entreprise vend essentiellement à travers la grande distribution et l'Europe de l'Ouest représente 47 % de son chiffre d'affaires. Ses marques sont Douwe Egberts, Senseo, L'Or, Marcilla, Moccona, Café Piläo, Pickwick, Tea Forté, Merrild, Cafitesse, L'arôme EspressO, Hornimans, Coffee Company, Maison Du Café, Prima, Omnia et Café do Ponto. La marque principale, Douwe Egberts, fondée aux Pays-Bas en 1753, actuellement leader du café aux Pays-Bas et en Belgique, a inspiré la raison sociale de la nouvelle société. Toujours dans le café, Piläo est leader au Brésil et Merrild au Danemark. Dans le thé, Pickwick est leader aux Pays-Bas, au Danemark, en République Tchèque et en Hongrie[17].

## Marques
- Café :
- Douwe Egberts : cafés en grain, torréfiés
- Maison du Café : cafés torréfiés
- Senseo : machines à café en dosettes, détenu pour moitié par Philips et Sara Lee
- Superior : produits relatifs au thé et au café pour l'industrie alimentaire.

- Alimentaire :
- Bimbo : pain de mie
- Croustipate : produits de boulangerie, pâtes à pizza
- Aoste, Justin Bridou et Cochonou : marques de charcuterie industrielle, regroupées au sein du Groupe Aoste. Celui-ci appartient actuellement à Campofrío Food Group, lui-même détenu par Sigma Alimentos, division du conglomérat mexicain Alfa.
- Brossard : patisseries. Entreprise revendue en 2001 à la PME Saveurs de France[8]
- Jimmy Dean, Hillshire Farm et Ball Park : marques de viande aux États-Unis

- Produits d'entretien, produits pour la maison :
- Biotex : poudre à lessiver aux enzymes.
- Pyrel : insecticides, cédés à S. C. Johnson
- Catch : insecticides, cédés à Eau écarlate
- Ambi Pur : désodorisants, parfums d'ambiance (marque vendue au groupe Procter & Gamble)
- Kiwi : cirage, acquis par S. C. Johnson

- Produits pour le corps :
- Monsavon : gels douche et savons au lait (anciennement L'Oréal puis Procter & Gamble). La marque a été reprise par Unilever.
- Sanex (repris par Unilever)
- Williams : produits de rasage (repris par Unilever)
- Dim, Playtex et Wonderbra : produits textiles (lingerie)

## Dosettes à café
Sara Lee est devenu un concurrent de Nestlé et de ses dosettes Nespresso en créant sa propre dosette à café, lancée en mars 2010. En juin 2010, Nestlé assigne en contrefaçon Sara Lee (Maison du café). L'assignation de Sara Lee porterait à la fois sur les dosettes, les machines, et le mécanisme qui assure le lien entre les deux. Après Sara Lee, Nestlé poursuit également Ethical Coffee Company (ECC), le fournisseur de dosettes de café du Groupe Casino, pour violation de brevets.
Le 2 juillet 2010, Sara Lee communique sur le succès de vente de sa dosette et annonce que 22 millions de dosettes à café ont été vendues en trois mois, selon le quotidien L'Usine nouvelle.

## Sara Lee en France
Sara Lee fut présent en France, ainsi que dans le reste de l'Europe, à travers ses différentes divisions et la majorité de ses marques. 
La région parisienne abrita deux des quartiers généraux européens, savoir le textile (Sara Lee Branded Apparel) à Levallois et celui de l'alimentaire (sauf le café dont la direction européenne était basée à Utrecht aux Pays-Bas) à Villepinte.